# Georg Leiste
Georg Leiste (* 10. April 1964 in Waldshut) ist ein deutscher Comedian, Comedy-Akrobat und Clown. 

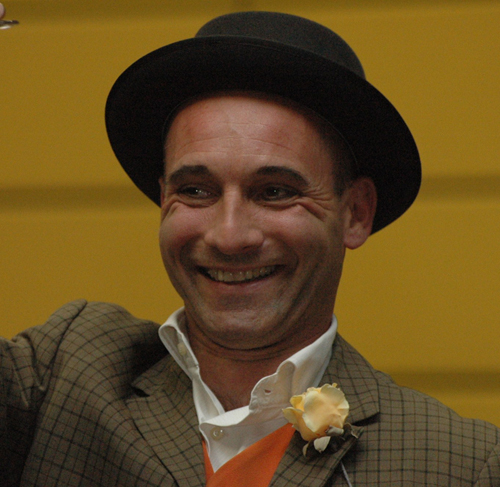
Georg Leiste

## Leben
Leiste wuchs in München auf, wo er die Rudolf-Steiner-Schule besuchte. In München wirkte er 1974 unter der Regie von Hanna Schygulla bei der Theaterproduktion „Momo“ mit. Beim Theaterfestival 1977 in München trat er das erste Mal öffentlich auf dem Hochseil auf. 1979–1980 spielte Georg Leiste im „Kaufmann von Venedig“ den „Lanzelot Gobo“ und trat als „Sancho Pansa“ mit den Münchner Philharmonikern auf. Beim Münchner Theaterfestival erhielt er in dieser Zeit den Preis als bester Nachwuchsclown. 1981–84 begann Georg Leiste eine Ausbildung an der Clownschule „Scuola Teatro Dimitri“, Schweiz/Ti. Gleich danach tourte er mit der internationalen Clowns-Truppe „Compagnia Teatro Paravento“  durch Europa und Übersee.

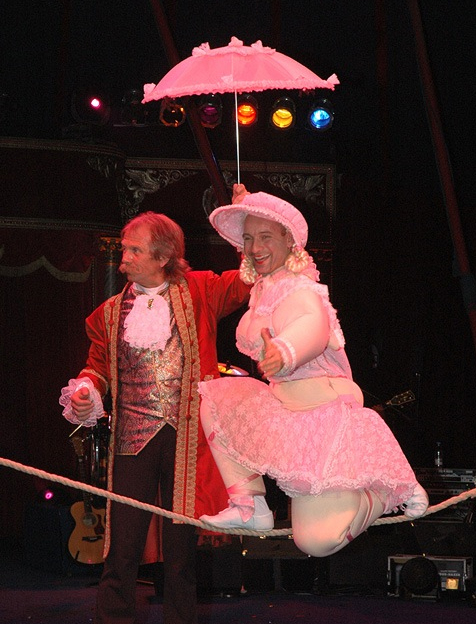
Henning Krautmacher und „Primaballerina“ Georg Leiste bei der Höhner Rockin’ Roncalli Show

Leiste gründete im Jahr 1989 zusammen mit seinem Partner Thomas Bruchhäuser das Comedian-Duo „Tébé & Leiste“. Parallel dazu gründete er 1996 mit Alex Andrioni das Comedyduo „Andrioni&Leiste“ und produzierte „Komikaze“ unter der Regie von Thomas Bruchhäuser. Es folgten Soloauftritte, wie 2000 in der „Höhner Rockin’ Roncalli“ Show, „30 Jahre Höhner“ in der Kölnarena und 2004 „Minsche fiere Emotionen“. 2003 nahm Georg Leiste an einer Produktion der „Jungen Sinfonie Köln“ teil, in dem er Mussorgskijs „Bilder einer Ausstellung“ pantomimisch-komödiantisch umsetzte. 
Im  Dinner Theater „Palazzo“ von Harald Wohlfahrt in Hamburg trat er 2004 mit einer Parodie auf Luciano Pavarotti auf. Im gleichen Jahr wurde Leiste erneut für die neue Höhner Rockin Roncalli Show „Sing Sala Bim“ im Dezember 2004 in Köln engagiert. 2006 trat er bei Witzigmann - Roncalli - Bajazzo auf. 2007 hatte er einen Auftritt beim Frühlingskochen mit TV Koch Ralf Zacherl und 2008  mit Guildo Horn anlässlich der Jubiläumsshow „35 Jahre Höhner“ in der Kölner Lanxess Arena vor rd. 20.000 Zuschauern. Er erhielt ein Engagement im Rahmen der ersten Dinner Show des Circus Flic Flac in Saarbrücken.
2010  beteiligte er sich am Media Markt - Circus der Werte Tour. In 7 deutschen Großstädten fanden dabei 33 Tagesveranstaltungen statt. Am 24. Mai war Georg Leiste Teil der Finalshow des MDR-Triathlons in Leipzig, wo er seine beeindruckenden clownesken Fähigkeiten präsentierte. Regiearbeit von Georg Leiste entstand im Jahr 2010 für "Die Blechharmoniker", die für den Weihnachtsmarkt am Kölner Dom  ein Weihnachtsprogramm konzipiert haben.
Im Januar 2011 reiste Georg Leiste für das chinesische Neujahrsfest nach Peking, um dort im Rahmen des Humorfestival bei einer Fernsehshow mitzuwirken. Er nahm an den "Kölner Lichtern" teil, einer Veranstaltung, die bereits zum elften Mal stattfand.
2012 feierte das GOP (Große Originalproduktion) sein 20-jähriges Jubiläum, und das Duo Tebe und Leiste war ein Teil dieser besonderen Feierlichkeiten.
2012 war er auch in der ZDF-Sendung "Karneval Hoch Drei" zu sehen, wo er sein komödiantisches Talent einem breiten Publikum präsentierte. Im Jahr 2013 nahm er mit dem Duo Tebe und Leiste an "Das Kleine Fest im Großen Garten" in Hannover teil, einer Veranstaltung, die zweifellos einen bleibenden Eindruck hinterlassen hat.
In Österreich trat Georg Leiste bei der Weihnachts-Dinner-Show "Winter-Wonderland" in Dornbirn auf, die im Varieté am Bodensee stattfand. Im Jahr 2014 war er Teil des Wettbewerbs für Kabarettisten und Comedians im Ferrarihaus Ottobrunn-München, wo er erneut sein komisches Talent unter Beweis stellte.
2015 war Georg Leiste in der ZDF-Sendung "Karnevalissimo" zu sehen, und er hatte die Ehre, als Clown das Motto des Kölner Karnevals für die Session 2016 im Image-Film des Kölner Festkomitees zu präsentieren. Im Jahr 2016 trat er in der ZDF-Fernsehsitzung "Kölle Alaaf" auf, die auch die Mädchensitzung beinhaltete.
Eine weitere bemerkenswerte Station in seiner Karriere war seine Beteiligung an "Comedia", einer Produktion des "Origen Festival Kultural" im Jahr 2017.
2021 erhielt Georg Leiste den BSL Kulturpreis für seine neue Nummer "Rocki'n Rollator". Im Dezember desselben Jahres trat er zusammen mit Duo Tebe und Leiste in der Weihnachtszirkusshow "Circolo Freiburg" auf. Im Oktober 2022 und im Mai 2023 war er in der "Höhner Rockin' Roncalli Show" in Mönchengladbach, Düren und Köln zu sehen, was seine Karriere als Clown und Unterhaltungskünstler weiterhin erfolgreich vorantreibt.
Am 25. März 2023 feierte er die Premiere von "Dein Stück vom Glück", FamilienTheater für weniger Theater in der Familie, einem Familientheaterstück mit seiner Frau Silvia Leiste Doberenz und seinem 7 Jahre alten Sohn Jona.

## Showprogramm
- Parmarotti – La dolce vita
- Animation
- Primaballerina
- Koch
- Schwanthaler
- Null Null
- Tébé & Leiste
- Rocki'n Rollator
- Dein Stück vom Glück

## Auszeichnungen
- 1979 Münchner Theaterfestival: bester Nachwuchsclown
- 2007 Schweizer Falkenpreis

## Fernsehauftritte
- "Karnevalissimo" (ZDF)
- „Die lange Karnevals-Brauhausnacht aus Köln“ (WDR)
- „Karneval Hoch Drei“ (ZDF)
- „Paul der Bademeister“ – MDR-Triathlon
- „International Humor Festival Peking“ National Chinese Television (CCTV)
- „Kölle alaaf“ (RTL)
- „Pfiff“, versch. Sendungen (ZDF)
- „Prix de Jeunesse“ (ARD und 3Sat)
- „Koschwitz“ Late Night (RTL)
- „Sonntagskonzert“ (ZDF)
- „Rote Laterne“ (RTL)
- „Kulturreport“ (ORF)
- „Boulevard“ (Deutsche Welle)
- „Höhner Rockin’ Roncalli“ (WDR)
- „Am laufenden Band“ (ARD)
- "Kölle Alaaf" (ZDF)
- "Mädchensitzung" (ZDF)